# 2011 UQ411
2011 UQ411, também escrito como 2011 UQ411, é um corpo menor que está localizado no disco disperso, uma região do Sistema Solar. Este objeto está em uma ressonância orbital de 1:3 com o planeta Netuno. Ele possui uma magnitude absoluta de 7,0 e tem um diâmetro estimado com cerca de 175 km.

## Descoberta
2011 UQ411 foi descoberto no dia 26 de maio de 2011 pelo astrônomo M. Alexandersen.

## Órbita
A órbita de 2011 UQ411 tem uma excentricidade de 0,407 e possui um semieixo maior de 62,539 UA. O seu periélio leva o mesmo a uma distância de 37,061 UA em relação ao Sol e seu afélio a 88,017 UA.